# Phare de Mizen Head
Le phare de Mizen Head est un phare situé sur l'îlot Cloghnane Island relié au bout de la péninsule Kilmore, en mer Celtique, à l'extrême sud du comté de Cork (Irlande).
Il est géré par les Commissioners of Irish Lights.

## Histoire
Mizen Head est l'un des points les plus méridionaux d'Irlande où ont été établis plusieurs stations d'aide à la navigation depuis 1909 : station radio maritime, station météorologique, corne de brume et phare en 1959.
Le phare est une tour cylindrique octogonale en pierre de 4 m de haut attaché à l'ancienne station rectangulaire du signal anti-brouillard et des bâtiments annexes, dont la maison du gardien. Tout le site, construit sur un escarpement rocheux, est peint en blanc et il est entouré d'un mur d'enceinte.
Le feu culmine à 55 m au-dessus du niveau de la mer et émet un feu blanc de 2 secondes toutes les 2 secondes. Il n'y a aucune lanterne : à l'origine le feu était au bout d'un mât court placé sur la construction. Maintenant le mât est devant la construction.
Bien que ce phare ne soit qu'une petite construction, il est un site touristique très réputé. Il marque le point extrême du sud-ouest de l'Irlande et l'île Cloghnane, sur laquelle la station fut construite, est liée au continent par un pont en arc de 56 m en béton armé construit à l'origine avec le signal de brouillard en 1909.
Depuis que la station a été automatisée en 1993, les locaux d'habitation ont été loués à la Société de Tourisme de Mizen Head , qui a développé l'accueil des visiteurs et a reconstitué la maison du gardien dans l'île.